# François Ayoub
François Ayoub (* 11. Juli 1899 in Aleppo, Syrien; † 2. Juni 1966) war ein syrischer  Erzbischof der  Maronitischen Kirche auf Zypern und in Syrien.

## Leben
François Ayoub empfing am 16. Mai 1925 die Priesterweihe. Seine Ernennung zum Erzbischof von Zypern erfolgte am 28. November 1942. Der maronitische Patriarch von Antiochien, Anton Peter Arida, spendete ihm am 14. Februar 1943 die Bischofsweihe. Mitkonsekratoren waren Kurienbischof Abdallah Khoury, der Bischof von Baalbek, Elias Richa, Patriarchalvikar Elia Scedid, der Erzbischof von Aleppo, Michel Akhras, Weihbischof Pierre Feghali und der Erzbischof von Damaskus, Jean El-Hage.
1950 war er Mitkonsekrator beim Patriarchen der Maronitischen Kirche, Erzbischof Anton Peter Khoraiche. Am 16. April 1954 wurde ihm das Amt des Erzbischofs von  Aleppo übertragen, gleichzeitig wurde er zum Apostolischen Administrator von  Latakia berufen. Er war Teilnehmer an den vier Sitzungsperioden des  Zweiten Vatikanischen Konzils (1962–1965).